# Medienkonzentration
Unter Medienkonzentration versteht man das Ausmaß und den Umfang, mit dem einzelne Unternehmensgruppen eine marktbeherrschende Stellung im Medienbereich einnehmen. Dies kann man sowohl unter dem Aspekt der Meinungsvielfalt als auch der unternehmerischen Kartellbildung kritisch beobachten. Eine monopolartige Position in Presse oder Fernsehen hat deshalb besondere Bedeutung, da zu befürchten steht, dass die Medienunternehmer ihre meinungsbildende Macht zu politischen Zwecken missbrauchen könnten.
Medienkonzentration weist aber nicht nur eine sog. publizistische Ebene auf. Sie hat auch Auswirkungen auf die Medienwirtschaft. Betroffen sind hiervon insbesondere Werbekunden, da sie beispielsweise infolge so genannter Kombinationstarife oft genötigt werden, gebündelten Anzeigenplatz zu kaufen oder aber überteuerte Preise bezahlen müssen, weil es keine Konkurrenz gibt, an die man sich richten kann.

## Medienkonzentration und Medienkonzentrationsforschung
Der Forschungsschwerpunkt der Medienkonzentrationsforschung von Manfred Knoche an der Universität Salzburg beschäftigt sich u. a. mit den Prozessen und Auswirkungen einer beschleunigten Ökonomisierung des Informations-, Kommunikations- und Mediensektors. Medienkonzentration kann also demnach niemals isoliert betrachtet werden. Einen wichtigen Stellenwert im Rahmen der medienökonomischen Forschung haben Fragestellungen zur Entwicklung der österreichischen Medienwirtschaft im europäischen Kontext.
Manfred Knoche (1996: 109) unterscheidet vier verschiedene Phasen der Konzentration, die durch einen stetig steigenden Grad von Markt- und Kapitalkonzentration gekennzeichnet sind:
1. horizontale Zeitungs- bzw. Zeitschriftenverlagskonzentration (Konzentration im gleichen Markt) in Verbindung mit internationaler Konzentration
2. pressediagonale Konzentration (Zusammenschluss auf verschiedenen Ebenen der Presse) mit der Bildung von Pressekonzernen
3. mediendiagonale und vertikale Konzentration durch Verbindung mit Film- und Buchverlagen über die gemeinsame Errichtung von Hörfunk- und Fernsehunternehmen mit der Bildung von (Multi-)Medienkonzernen
4. konglomerate Konzentration durch Verbindung von Medienkonzernen mit medienfremden Unternehmen sowie mit Unternehmen im Bereich von Datendiensten und Medieninfrastruktur mit der Bildung von Kommunikationskonzernen

## Situation in Deutschland

### Fernsehen
Das Fernsehen in Deutschland ist heute durch das duale System geprägt, das Nebeneinander von öffentlich-rechtlichem Rundfunk und privatem Rundfunk, auf die jeweils etwa die Hälfte des Gesamtfernsehkonsums entfällt. Das private Fernsehen wiederum wird heute von zwei Mediengruppen beherrscht, der RTL Group und von ProSiebenSat.1. Laxe medienrechtliche Bestimmungen, die erst ab einem Gesamtmarktanteil von 25–30 Prozent greifen, haben zu dieser Konzentration eines ursprünglich viergeteilten Privatfernsehmarktes (Tele 5, ProSieben, Sat.1, RTL) beigetragen. Private Programme, die nicht zu diesen beiden Sendergruppe zählen, haben nur geringe Marktanteile.
Im Pay-TV-Bereich ist Sky marktbeherrschend. Das Unternehmen entstand 1999 durch die Fusion der beiden damaligen einzigen Anbieter, des alten Premiere und von DF1. Die Konkurrenz-Angebote der Kabelnetzbetreiber (insb. Vodafone Kabel Deutschland und Unitymedia) haben nur geringe Abonnentenzahlen. Der Versuch, mit Arena TV einen Konkurrenzbetreiber für die Übertragungen der deutschen Fußball-Bundesliga aufzubauen, scheiterte nach nur einem Jahr.

### Hörfunk
Ebenso wie im Fernsehen gibt es im Hörfunk ein Nebeneinander von öffentlich-rechtlichen und privaten Programmen. Die Situation in den einzelnen Bundesländern unterscheidet sich dabei aufgrund der unterschiedlichen rechtlichen Vorgaben der jeweiligen Landesmedienanstalten erheblich. In der Regel wird der regionale Radiomarkt von einem oder zwei landesweiten Programmen beherrscht, in manchen Bundesländern gibt es ergänzend noch Lokalprogramme.
Deutschlandweit betrachtet besitzen die RTL Group und die von der Axel Springer AG beherrschte Regiocast die meisten Anteile an Hörfunkprogrammen.

### Zeitungen
Der Markt bundesweiter seriöser Zeitungen wird beherrscht von der Frankfurter Allgemeinen Zeitung und der Süddeutschen Zeitung; letztere wird von der Südwestdeutschen Medien Holding (SWMH) kontrolliert. Eine geringere Bedeutung haben Die Welt und die Frankfurter Rundschau. Bundesweit besitzt die Bild-Zeitung eine Monopolstellung als einzige bundesweite Boulevardzeitung. Lediglich in regionalen Märkten wie München, Köln, Hamburg, Berlin und Sachsen gibt es örtliche Printmedien dieser Art als Konkurrenz. In Köln, Hamburg und Berlin erscheinen die Boulevardzeitungen beim gleichen Verlag.
Im Bereich regionaler Zeitungen haben sich in Deutschland zumeist Gebietsmonopole ausgebildet. In über zwei Drittel der deutschen (Land-)Kreise und Städte (siehe Einzeitungskreis) erscheint nur noch eine einzige Regionalzeitung, in anderen Bereichen sind mehrere Regionalzeitungen unter einem gemeinsamen Dach erhältlich, so dass ein unternehmerisches Monopol entsteht. Dies ist z. B. in Norddeutschland (Nordwest-Zeitung), Nürnberg (Nürnberger Nachrichten/Nürnberger Zeitung), Stuttgart (Stuttgarter Nachrichten/Stuttgarter Zeitung) und im Ruhrgebiet (Funke Mediengruppe) der Fall. Ein echter Wettbewerb zwischen konkurrierenden Anbietern besteht nur noch in wenigen größeren Städten (z. B. Berlin, München, Frankfurt) und in einigen Regionen v. a. in Süddeutschland.
Die Monopolstrukturen können sich dabei örtlich erheblich unterscheiden. So gibt es im zentralen Baden-Württemberg zwar noch einige familiär geführte Zeitungen, aber nur zwei (die Esslinger Zeitung und der Reutlinger General-Anzeiger) übernehmen nicht einen der überregionalen Mäntel der Zeitungen der SWMH (Stuttgarter Zeitung, Stuttgarter Nachrichten, Die Rheinpfalz, Südwest-Presse, Heilbronner Stimme). In Schleswig-Holstein dagegen ist der SHZ Besitzer fast aller Regionalzeitungen des Landes (Ausnahmen sind die Kieler und die Lübecker Nachrichten), welche allesamt mit gleichem Mantel erscheinen. In Flensburg wird darüber hinaus als zweites Blatt der Stadt die zweisprachige (deutsch/dänisch) Tageszeitung Flensborg Avis angeboten.
Zu Beginn der 1980er Jahre entstanden in einigen Städten Initiativen für Pressevielfalt, um der Medienkonzentration entgegenzuwirken (z. B. Kieler Rundschau, Hamburger Rundschau, Karlsruher Rundschau). Der Optimismus der Kommunikationswissenschaft war eine Zeit lang, dass das Internet die große „Vielfaltsreserve“ wird. Das hat sich wegen unzureichender Werbeeinnahmen bisher nicht bestätigt. Die 2018er Studie des Dortmunder Formatt-Instituts von Horst Röper, spricht hingegen von einer „neuen Welle der Pressekonzentration“ in Deutschland.

### Zeitschriften
Der Markt populärer Zeitschriften wird von den Verlagshäusern Gruner und Jahr, Burda, Bauer und Axel Springer SE beherrscht.

### Historisch
In Deutschland wird die Medienkonzentration vor allem aus geschichtlichen Erfahrungen kritisch beleuchtet: In der Weimarer Republik beherrschte der rechtskonservative Zeitungsverleger Alfred Hugenberg weitestgehend den Markt für Tageszeitungen und unterstützte damit aktiv die politischen Bestrebungen der Deutschnationalen, die ab 1930 zusehends zu Steigbügelhaltern der NSDAP wurden.

### Medienrecht
Die Medienkonzentration im Rundfunk wird aufgrund der Bestimmungen des 3. Rundfunkänderungsstaatsvertrages vom 15. Mai 1997 durch die Kommission zur Ermittlung der Konzentration im Medienbereich (KEK) sowie fallweise durch die Direktorenkonferenz der Landesmedienanstalten (DLM) festgestellt.

### Kartell- und Wettbewerbsrecht
Für Presse und Rundfunk legt das GWB in § 38; Abs. 3 eine abgesenkte Interventionsschwelle bei der Fusionskontrolle fest.

## Belege
1. ↑  „Eine Katastrophe für die Vielfalt“ - Zeitungsforscher Horst Röper über Monopole, Zentralredaktionen und Lokaljournalismus im Netz, Der Tagesspiegel vom 6. Juli 2018, abgerufen am 14. Juli 2018.